# 1904年美國總統選舉
1904年美國總統選舉是第30次四年一度的總統選舉，於1904年11月8日星期二舉行。現任共和黨總統西奧多·羅斯福擊敗了民主黨候選人奧爾頓·B·帕克。羅斯福的勝利使他成為第一位在前任去世後升任總統並憑藉自己的實力贏得整個任期的總統。
羅斯福於1901年9月在其前任威廉·麥金萊被暗殺後上任。1904年2月麥金萊的盟友、參議員馬克·漢納去世後，羅斯福在1904年的共和黨全國代表大會上幾乎沒有遭到反對。前總統格羅弗·克里夫蘭的波旁民主黨保守盟友暫時從威廉·詹寧斯·布萊恩的追隨者手中奪回了民主黨的控制權，1904年民主黨全國代表大會提名奧爾頓·B·帕克為紐約上訴法院首席法官。帕克在大會的第一輪投票中獲勝，擊敗了報業大亨威廉·赫茲。
由於候選人的位置差異不大，因此競爭主要基於他們的個性；民主黨人認為羅斯福的總統任期是“武斷”和“反覆無常的”。 共和黨人強調羅斯福在外交事務上的成功以及他反對壟斷的堅定記錄。羅斯福輕而易舉地擊敗了帕克，席捲了除南部以外的所有美國地區，而帕克則失去了布萊恩在1900年贏得的多個州以及他的家鄉紐約州。兩名第三方候選人，社會黨的尤金·維克多·德布斯和禁酒黨的塞拉斯·C·史瓦洛，各自獲得了1%的普選票。羅斯福18.8%的普選率是自詹姆斯·門羅在1820年總統大選中獲勝以來最大的，這將是從1820年到1920年沃倫·哈定壓倒性勝利之間本世紀最大的普選勝利。隨著羅斯福的壓倒性勝利，他成為美國歷史上第一位在沒有被否決的勝利競選中獲得至少300張選舉人票的總統候選人。這也是自1860年以來的第一次總統選舉，也是美國歷史上第二次主要政黨候選人都在同一個州登記的總統選舉，其餘分別是1920年、1940年、1944年和2016年。

## 外部連結
- Presidential Election of 1904: A Resource Guide （页面存档备份，存于） from the Library of Congress
- 1904 popular vote by counties （页面存档备份，存于）
- TheodoreRoosevelt.com （页面存档备份，存于）
- Newspaper Article about Judge Parker Nomination For President （页面存档备份，存于）
- Newspaper Article about President Roosevelt Nomination For President （页面存档备份，存于）
- Election of 1904 in Counting the Votes 的存檔，存档日期October 16, 2015，.